# Metro de Sendai

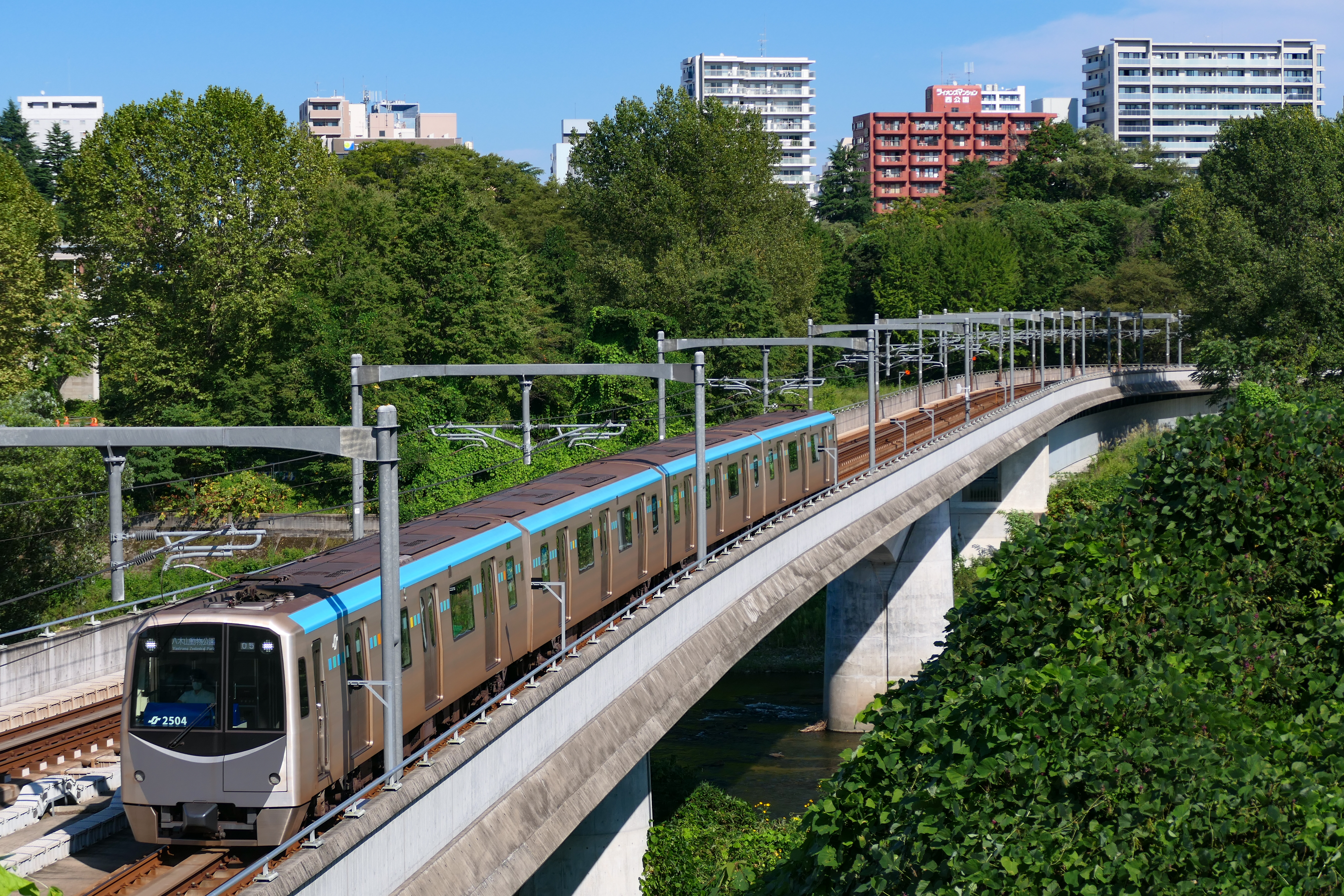
Un tren de la serie 2000 en la Línea Tozai entre las estaciones Kokusai Center y Omachi Nishi-Koen.

El Metro de Sendai (仙台市地下鉄 Sendai-shi Chikatetsu?) es un sistema de metro localizado en Sendai, Miyagi, Japón. El metro consiste en dos líneas, la Línea Namboku, que fue inaugurada en el 15 de julio de 1987, y la Línea Tōzai, que empezó su construcción en 2004 y fue abierta el 6 de diciembre de 2015. La Oficina de Transportes de la Ciudad de Sendai se encarga de la línea existente y supervisa la construcción de la segunda.
Las tarifas dependen de la distancia recorrida, pero varían de 200 yenes a 350 para adultos.
El metro se cerró tras ser dañado en el terremoto y tsunami de Japón de 2011. Se reabrió el 29 de abril de 2011.

## Líneas
| Símbolo | Nombre        | Primera sección abierta | Última extensión       | Longitud | Estaciones |
| ------- | ------------- | ----------------------- | ---------------------- | -------- | ---------- |
| N       | Línea Nanboku | 15 de julio de 1987     | julio de 1992          | 14,8 km  | 17         |
| T       | Línea Tōzai   | 6 de diciembre de 2015  | 6 de diciembre de 2015 | 13,9 km  | 13         |
| TOTAL   | TOTAL         | TOTAL                   | TOTAL                  | 28,7 km  | 30         |

## Material rodante

### Sendai Subway 1000
El sistema desarrollado por Hitachi para uso en la Línea Namboku en 1987. El Sendai Subway 1000 fue el primer tren autónomo del mundo. Fue el primer tren del mundo en utilizar lógica difusa para controlar su velocidad.

### Sendai Subway 2000
Es operado por la Oficina de Transportes de la Ciudad de Sendai en la Línea Tozai, desde diciembre de 2015. Construido por Kinki Sharyo, la flota completa es de 15 trenes (4 vagones por tren).

### Sendai Subway 3000
Construido por Hitachi en 2023, y administrado por la Oficina de Transportes de Sendai para su uso en la Línea Namboku. Está previsto que se construyan 22 trenes para el año 2030 para reemplazar la flota existente de 21 trenes.

## Tarifas
Las tarifas del metro son:
| Distancia              | Precio (en yenes) | Precio (en yenes) |
| Distancia              | Adulto            | Niño              |
| ---------------------- | ----------------- | ----------------- |
| Sección 1 (1 - 3 km)   | 200               | 100               |
| Sección 2 (4 - 6 km)   | 240               | 120               |
| Sección 3 (7 - 9 km)   | 290               | 150               |
| Sección 4 (10 - 12 km) | 320               | 160               |
| Sección 5 (13 km - )   | 350               | 180               |